# Démoniké (dcera Agénora)
Démoniké nebo Démonika (starořecky Δημονίκη–Démoniké) je v řecké mytologii dcera Agénora a jeho manželky Epikasty.
Podle antického autora Apollodora z Atén se ze vztahu Agénora a jeho manželky Epikasty narodil syn Porthaón a dcera Démoniké, která s bohem války Áreem zplodila syny Euéna, Mola, Pyla a Thestia.